# Gaby Jallo
Gaby Jallo (Kamichlié, 1º gennaio 1989) è un ex calciatore siriano naturalizzato olandese, di ruolo difensore.

## Palmarès

### Club

#### Competizioni nazionali
- Eerste Divisie: 1

Willem II: 2013-2014